# Lendava Sports Park
 (avril 2025).
Si vous disposez d'ouvrages ou d'articles de référence ou si vous connaissez des sites web de qualité traitant du thème abordé ici, merci de compléter l'article en donnant les références utiles à sa vérifiabilité et en les liant à la section « Notes et références ».
Le Lendava Sports Park est un stade multi-usage slovène situé à Lendava. 
D'une capacité de 2 020 places, il accueille les matches à domicile du NK Nafta Lendava avant sa dissolution en 2012.